# اللجنة الاستشارية للسلامة الميكروبيولوجية
اللجنة الاستشارية للسلامة الميكروبيولوجية للأغذية هي لجنة قانونية تقدم المشورة والمساعدة للحكومة البريطانية. تم إنشاء المركز الأسترالي للطب النفسي (ACMSF) في عام 1990 وهو مرتبط بوكالة معايير الأغذية. اجتماعاتها الفصلية (كل ثلاثة شهور على الأقل) مفتوحة لأفراد من العامة وتعقد عموما في مقرها في بيت الطيران (كنيسة الثالوث القدس) ، كنغزواي،   لندن.
إدارة حكومية مستقلة تعمل في جميع أنحاء إنجلترا وويلز وأيرلندا الشمالية لحماية الصحة العامة والمصالح الأوسع للمستهلكين في الغذاء. تقدم اللجنة المشورة استجابة لطلبات وكالة معايير الأغذية وأيضاً بشأن المسائل التي يعتبرها أعضاء اللجنة ذات أهمية. وتتكون من خبراء مستقلين من مجموعة واسعة من المصالح.
وقد أنتجت عددا من التقارير العلمية الشاملة ، أعدتها مجموعات العمل واستنادا إلى أحدث المعلومات المتاحة. يتم نشر جداول أعمال الاجتماعات مقدمًا على الموقع الإلكتروني الخاص بنا ويتم وضع أوراق اللجنة ومحاضرها على الموقع بعد كل اجتماع. جميع الاجتماعات الأربعة التي تعقد كل عام مفتوحة للجمهور.

## روابط خارجية
اللجنة الاستشارية للسلامة الميكروبيولوجية للأغذية